# الاپینار، کوراساشیل
الاپینار، کوراساشیل (به لاتین: Alapınar, Kurucaşile) یک منطقهٔ مسکونی در ترکیه است که در استان بارتین واقع شده‌است.

## خصوصیات
الاپینار ۱۴۷ نفر جمعیت دارد.